# Timalie de Robert
Stachyris roberti
Espèce
Statut de conservation UICN

 NT  : Quasi menacé
La Timalie de Robert (Stachyris roberti) est une espèce de passereaux de la famille des Timaliidae.
Cet oiseau peuple les collines forestières du Nord du Myanmar et zones avoisinantes.